# Nobody
Nobody és una pel·lícula de thriller d'acció estatunidenca dirigida per Ilya Naishuller i escrita per Derek Kolstad. L'obra és protagonitzada per Bob Odenkirk, Connie Nielsen, Aleksei Serebryakov, RZA, Michael Ironside, Colin Salmon i Christopher Lloyd. Es va estrenar el 26 de març del 2021 als Estats Units, distribuïda per Universal Pictures. S'ha subtitulat al català.
El film ha rebut crítiques positives pel que fa a l'acció i a la interpretació d'Odenkirk, i ha recaptat 56 milions de dòlars arreu del món.

## Argument
En Hutch Mansell és aparentment un home ordinari, pare de dos fills, amb una feina de despatx en una empresa de components metàl·lics. Una nit que torna a casa en autobús, una colla de brètols fa aturar el vehicle i en Hutch els clava una pallissa brutal. Una de les víctimes és el germà petit d'un dels caps russos de la droga, Yulian Kuznetsov. En Kuznetsov cerca venjança i envia un equip a capturar en Hutch, sense saber que abans s'havia dedicat a assassinar per encàrrec d'agències d'intel·ligència.